# Três Estelas de Sete
As Três Estelas de Sete é um texto gnóstico setiano dentre os apócrifos do Novo Testamento. Sete é citado na Bíblia como sendo filho de Adão e Eva (Gênesis 4:25 e seguintes).

## História
A principal cópia que chegou até o nosso tempo é da biblioteca de Nag Hammadi e foi traduzido e explicado pelo professor Paul-Jean Claude (aposentado), membro do Grupo de Pesquisa de Nag Hammadi da Faculdade de Teologia e Estudos Religiososo da Universidade Laval, Quebec, Canadá.

## Conteúdo
O manuscrito trata da revelação à Dositeu, o samaritano, de três estelas (textos gravados em rochas esculpidas para este fim).
Acredita-se que o texto seja de uma seita setiana dos gnósticos (a seita que crê no Sete bíblico como seu herói, que teria reencarnado como Jesus). Dentre outros textos desta mesma seita aparecem o Apocalipse de Adão, Apócrifo de João, a Protenóia trimórfica e o Evangelho dos egípcios.
O texto é provavelmente uma obra do século 3o dc dos gnósticos setianos na medida em que eles se afastavam do Cristianismo e se aproximavam do Platonismo.